# (30976) 1995 FH1
(30976) 1995 FH1 est un astéroïde de la ceinture principale d'astéroïdes découvert en 1995.

## Description
(30976) 1995 FH1 a été découvert le 28 mars 1995 à Kushiro (Japon) par Seiji Ueda et Hiroshi Kaneda.

### Caractéristiques orbitales
L'orbite de cet astéroïde est caractérisée par un demi-grand axe de 2,60 ua, un périhélie de 2,35 ua, une excentricité de 0,010 et une inclinaison de 12,96° par rapport à l'écliptique. Du fait de ces caractéristiques, à savoir un demi-grand axe compris entre 2 et 3,2 ua et un périhélie supérieur à 1,666 ua, il est classé, selon la JPL Small-Body Database, comme objet de la ceinture principale d'astéroïdes.

### Caractéristiques physiques
(30976) 1995 FH1 a une magnitude absolue (H) de 13,9 et un albédo estimé à 0,378.